# 간기남
《간기남》은 2011년에 제작하여, 2012년에 개봉한 대한민국의 코미디 스릴러 영화이다.

## 줄거리
유혹은 향기를 남기고

살인은 증거를 남긴다
바람 잡으러 갔다가 살인 용의자가 되어 왔다?!

간통 전문 강형사, 인생 최대의 위기!
정직 중에도 간통 사건에 일가견이 있는 장기를 살려 부업으로 흥신소를 운영하고 있는 ‘간통 전문 형사‘ 선우’(박희순) 앞에 복직을 3일 앞두고 한 통의 사건이 접수된다.
가벼운 마음으로 불륜 현장을 덮치기 위해 출동한 그를 기다리고 있는 것은 두 구의 시체! 사건의 유일한 목격자는 죽은 남자의 아내 ‘수진(박시연)’뿐!

‘선우’는 순식간에 살인 사건의 유력한 용의자로 몰릴 절체절명의 위기에 처하게 된다.
‘선우’는 진범을 찾아 자신의 누명을 벗기 위해 발버둥치지만 상황은 점점 악화되고 만다. 엎친 데 덮친 격으로 아름다운 외모와 도발적 매력을 지닌 ‘수진’과 위험한 관계로 빠져들며 사건의 진실은 점점 미궁 속으로 치닫는데…
바람 잡으러 갔다가 살인 용의자가 되어버린 간통 전문 형사 ‘선우’의 아찔한(?) 결백증명 프로젝트는 과연 성공할 수 있을까?

## 캐스팅
- 박희순 : 강선우 역 - 형사
- 박시연 : 김수진 역
- 주상욱 : 한길로 역 - 형사
- 김정태  : 서형사 역
- 이한위 : 사반장 역
- 이광수 : 기풍 역 - 필요성 제로의 흥신소조수
- 차수연 : 혜영 역 - 형사
- 김윤성 : 이진국 역
- 윤재 : 수진2 역
- 조원희 : 남영길 역
- 김경룡 : 양평반장 역
- 정형석 : 감찰과장 역
- 신현탁 : 아들뻘 남 역
- 박리디아 : 감찰계장 역
- 김은석 : 중년남
- 김강일 : 최익환과장
- 방수형 : 문신남
- 박원빈 : OK모텔 직원 역
- 이성원 : 퀵기사
- 이현지 : 헬스장직원
- 김태경 : 가정부
- 차종호 : 거지
- 이상헌 : 야식배달원
- 반세정 : 여자(수진3)
- 전수경 : 중국집 사모님 (특별출연)
- 장항준 : 중국집 사장님 (특별출연)
- 김정학 : 감식과 형사 (특별출연)